# Topol groze
Topol groze (srbsko Topola užasa) je poimenovan topol, ki se danes nahaja v vasi Donja Gradina v Bosni in Hercegovini, kjer je med drugo svetovno vojno bilo ustaško taborišče Gradina. 
Topol groze predstavlja enega najmračnejših simbolov ustaškega klanja Srbov, Judov, Romov in ostalih zapornikov, med njimi tudi približno 300 Slovencev . Ti so bili na usmrtitev pripeljani iz taborišča Jasenovac na drugem bregu reke Save. Ko se je leta 1978 drevo podrlo, so ga dvignili na stojalo in zaščitili kot opomin na zločine NDH. Še danes so na drevesu vidne sledi mučenja, klini in luknje klinov.